# Марта Меркадьє
Марта Меркадьє (фр. Marthe Mercadier; 23 жовтня 1928, Сент-Уан, Сена-Сен-Дені — 15 вересня 2021, Пюто, О-де-Сен) — французька акторка театру, кіно та телебачення.

## Життєпис
Народилася 23 жовтня 1928 року у місті Сент-Уан, департамент Сена-Сен-Дені. Її дід Віктор Меркадьє працював адміністратором Спілки авторів та композиторів (SAGEM), завдяки чому у 5-річному віці вона пройшла прослуховування для шоу Жозефіни Бейкер. У 6 років почала страждати заїканням, потім оніміла, а через рік без всякої причини одужала. 1936 року була паралізована протягом 18 місяців через падіння з «людської піраміди». Акторську майстерність вивчала на Курсах Симона, де її однокурсниками були Мішель Пікколі, Робер Ірш та Мішель Буке. На театральній сцені з 1945 року. 1950 року дебютувала в кіно, а шість років по тому на телебаченні. Протягом 1950—1960-х років знялася у 30 кінофільмах. У 1965—1970 роках виконувала одну з головних ролей у популярному телесеріалі «Милі святі». 1983 року зіграла роль Аделаїди д'Ассельна у серіалі «Маріанна, зірка для Наполеона» за твором Жульєтти Бенцоні. Була членом Академії Альфонса Алле. Її акторська кар'єра тривала до 2012 року.
1989 року роль у постановці «La Présidente» (за Жаном Пуаре, режисер П'єр Монді) принесла їй премію Мольєра за найкраще комедійне шоу.
2005 року у видавництві «Кальман-Леві» вийшла її автобіографічна книга «Le rire est mon retuge». 2011 року у видавництві «Фламмаріон» вийшла її друга автобіографічна книга «Je jubilerai jusqu'à 100 ans!: Souvenirs... et bons conseils», написана спільно з Аленом Морелем.
2007 року нагороджена орденом Почесного легіону.
У лютому-березні 2011 року брала участь у телешоу «Танці з зірками» на каналі TF1, де її партнером був танцівник Грегуар Ліоне, з яким вони посіли шосте місце. Меркадьє тоді було 82 роки, вона була найстаршою учасницею за всю історію конкурсу.
2013 року акторці було діагностовано хворобу Альцгеймера.
Марта Меркадьє померла 15 вересня 2021 року у місті Пюто, департамент О-де-Сен, в 92-річному віці.

## Особисте життя
У 1952—1972 роках Меркадьє перебувала в шлюбі з актором Жераром Нері. Їхня донька Веронік, яка пізніше працювала прессекретарем матері, народилася 1961 року. Шлюб завершився розлученням.
У 1972—1973 роках перебувала у стосунках з аргентинським автогонщиком Хуаном-Мануелем Фанхіо.

## Вибрана фільмографія
| Рік  |    | Українська назва                 | Оригінальна назва                       | Роль                  |
| ---- | -- | -------------------------------- | --------------------------------------- | --------------------- |
| 1951 | ф  | Найпрекрасніший гріх у світі     | Le Plus Joli Péché du monde             | Ліліан                |
| 1951 | ф  | Дім Бонадьє                      | La Maison Bonnadieau                    | мадемуазель Клорінда  |
| 1951 | ф  | Юридична особа                   | Idendité judiciaire                     | Роза Муше             |
| 1951 | ф  | Ніч — моє царство                | The Night Is My Kingdom                 | Симона                |
| 1951 | ф  | Приємне божевілля                | Folie douce                             | Жюльєтта              |
| 1952 | ф  | Побачення в Гренаді              | Rendez-vous à Grenade                   | Анетт                 |
| 1953 | ф  | Акт любові                       | Un acte d'amour                         | дівчина на терасі     |
| 1954 | ф  | Одержимість                      | Obsession                               | Арлетт Бернардін      |
| 1955 | ф  | Месьє Проблема                   | M'sieur la Caille                       | Берта                 |
| 1955 | ф  | Негідники потраплять до пекла    | Les Salauds vont en enfer               | Жермена               |
| 1956 | ф  | Пригоди Жиля Бласа               | Les Aventures de Gil Blas de Santillane | Серафіна              |
| 1956 | тф | Черв сумніву, або Блощиця у вусі | La puce à l'oreille                     | Раймонда Шадебіз      |
| 1957 | ф  | Вибухова відпустка               | Vacances explosives                     | Марі-ля-Пемполез      |
| 1958 | ф  | Смішні жінки                     | Les femmes sont marrantes               | Іоланда               |
| 1958 | ф  | Дівчата в уніформі               | Mädchen in Uniform                      | мадам Обер            |
| 1959 | ф  | Перша ніч                        | La prima notte                          | Антуанетта Софронідес |
| 1960 | ф  | У воді з бульбашками             | Dans l'eau qui fait des bulles          | Жоржетта Ернцер       |
| 1963 | ф  | Добрий король Дагобер            | Le Bon roi Dagobert                     | мадам Пеллетан        |
| 1966 | с  | Милі святі                       | Les saintes chéries                     | Фанні                 |
| 1968 | ф  | Берю і його жінки                | Béru et ces dames                       | мадам Альбертіна      |
| 1971 | ф  | Вальпараїсо, Вальпараїсо         | Valparaiso, Valparaiso                  | хостес                |
| 1971 | ф  | Коклюш                           | La Coqueluche                           | Марі-Бланш Турган     |
| 1983 | с  | Маріанна, зірка для Наполеона    | Marianne, une étoile pour Napoleon      | Аделаїда д'Ассельна   |
| 1986 | с  | Катрін                           | Catherine                               | Матильда Буше         |
| 2012 | с  | Вбивства по-французьки           | P.I.S. Police scientifique              | Ауда Лантін           |

## Відзнаки
- Орден Мистецтв та літератури офіцерського ступеня (1989); кавалерсько ступеня (1974).
- Орден «За заслуги» (Франція) кавалерсько ступеня (1993).
- Орден Почесного легіону кавалерського ступеня (2007).